# کاکپوکو
کاکپوکو (به لاتین: Kakepuku) یک کوه در نیوزیلند است که در جزیره شمالی واقع شده‌است. کاکپوکو ۴۴۹ متر بالاتر از سطح دریا واقع شده‌است.